# تلتو
شهر تلتو (به آلمانی: Teltow) در ایالت برندنبورگ در کشور آلمان واقع شده‌است.